# آب‌انبار باقرآباد
آب‌انبار باقرآباد مربوط به دوره پهلوی اول است و در شهرستان قم، بخش مرکزی، روستای باقرآباد واقع شده است. این اثر در تاریخ ۱۶ شهریور ۱۳۸۳ با شماره ثبت ۱۱۰۸۵ به‌عنوان یکی از آثار ملی ایران به ثبت رسیده است.